# Paso de Burzil
El paso de Burzil (el. 4.100 m ) es un antiguo paso de montaña en el norte de Pakistán, y forma parte de la histórica ruta de caravanas entre Srinagar y Gilgit. El paso se encuentra aproximadamente a 5 km al norte de la línea administrativa entre Gilgit-Baltistán administrado por Pakistán y Azad Jammu y Cachemira, y a unos 30 km al norte de la Línea de Control, que sirve de frontera de facto entre la India y el Pakistán en Cachemira. Pakistán ha cerrado algunos de los principales tramos de la ruta de Burzil (que solía atravesar libremente la Cachemira indivisa) debido a que la región es ahora un territorio en conflicto y dividido. La cresta del paso es ancha y está cubierta de una exuberante vegetación de pastos alpinos durante el verano. El río Astor se origina en las laderas occidentales del paso.
Es la ruta más antigua conocida que conecta Gilgit con Srinagar y Skardu a través de la meseta de Deosai. Se cree que los antiguos viajeros cruzaron durante mucho tiempo el paso a caballo. A principios del siglo XX, un refugio estaba situado en la cima del paso, donde los correos entregaban el correo y los mensajes de la India a la China.
La ciudad de Gilgit está a unos 367 km de Srinagar por carretera a través del paso de Burzil bordeando las orillas septentrionales del lago Wular y Gurez en Jammu y Cachemira..
La ruta desde Astore hasta y a través del paso de Burzil pasa por los siguientes puntos clave: Gorikot, el puente del río Astore, Maikaal, Papá Khitran y Chilam Chowki.

## Cultura popular
- El explorador William Douglas Burden describió el cruce del paso en el capítulo "Savage Abadabur" de su libro, Look to the Wilderness.[5]